# رودرسبرگ
رودرسبرگ (به آلمانی: Rudersberg) یک شهر در آلمان است که در رمس-مور واقع شده‌است. رودرسبرگ ۱۱٬۷۰۲ نفر جمعیت دارد.

## خواهرخوانده
شهر رانیس خواهرخواندهٔ رودرسبرگ هست.